# Satankulten på Anholt
Satankulten på Anholt er en dokumentarfilm af Jonas Bech og Kristian Ussing.

## Beskrivelse
Siden 1973 har en mystisk satanisk kult spredt skræk og rædsel over hele Danmark. De kalder sig "Satankulten på Anholt" og har efterladt adskillige trusselsbreve, sataniske mønter og offerpladser på Anholt og i kirker og museer landet over. Mysteriet er aldrig blevet opklaret... I filmen drager et filmhold til den afsidesliggende ø for at finde frem til sandheden. På turen gennem Danmark støder de på nye sataniske fund og mærkværdige sammenfald, der i sidste ende leder frem til en overraskende og uforudsigelig konklusion.